# 145 Dywizja Strzelecka (ZSRR)
145 Dywizja Strzelecka (ros. 145-я стрелковая дивизия) – dywizja piechoty Armii Czerwonej.
Dywizja była formowana dwukrotnie, pierwszy raz w 1939. We wspomnianym roku wchodziła w skład 24 Korusu Piechoty i wraz z wojskami III Rzeszy i Słowacji od 17 września brała udział w ataku na Polskę. 
Po ataku III Rzeszy na Związek Radziecki w składzie 92 Korpusu Piechoty uczestniczyła w walkach przeciw armii niemieckiej.  W dniu 3 sierpnia 1941 została otoczona. W czasie wyjścia z kotła poniosła znaczne straty, co miało wpływ na jej rozwiązanie. 
W tym samym roku została utworzona ponownie, i wzięła udział m.in. w Operacji Bagration. Za waleczność i wzorowe wykonywanie zadań w czasie walk pod Witebskiem, 22 września 1944 została odznaczona Orderem Czerwonego Sztandaru.

## Dowództwo dywizji
Dowódcy:
- płk Aleksandr Wołchin (01.08.1939 - 31.08.1941),
- gen. mjr Fiodor Wołkow (01.01.1942 - 31.08.1943),
- ppłk Leonid Socziłow (07.04.1944 - 26.04.1944),
- gen. mjr Piotr Dibrowa (26.04.1944 - 23.09.1944),
- gen. mjr Władimir Gorbaczow (01.09.1944 - 31.03.1945).

Szefowie sztabu:
- mjr Galaktion Sucharulidze[5].

## Struktura organizacyjna
- 599 pułk piechoty
- 729 pułk piechoty
- 277 pułk artylerii i inne pododdziały[5].